# Luidia phragma
Luidia phragma is een kamster uit de familie Luidiidae.
De wetenschappelijke naam van de soort werd in 1910 gepubliceerd door Hubert Lyman Clark.